# Royestein
Het kasteel Royestein stond in de Nederlandse buurtschap Dwarsdijk, provincie Utrecht. Op de voormalige kasteelplaats bevindt zich anno 2023 een boomgaard.

## Geschiedenis
De eerste vermelding van Royestein dateert uit 1442, toen het werd genoemd in een renversaal met betrekking tot erfpacht. Het betrof vier morgen land met het huis ‘Rodensteyn’. De grond was toen in eigendom van de Utrechtse Broederschap van het Sint Barbara- en Sint Laurensgasthuis en het huis Royestein was tijnsplichtig aan de Domkerk. In 1452 bleek de toenmalige pachter Evert Heynrichssoen wegens wanbetaling afstand te doen van zijn rechten op erfpacht. In 1470 deed ook een volgende bewoner, Gheryt Johan Dircxsoenssoen, afstand van deze rechten.
In 1478 was Royestein in bezit van Herman van Vuilkop.

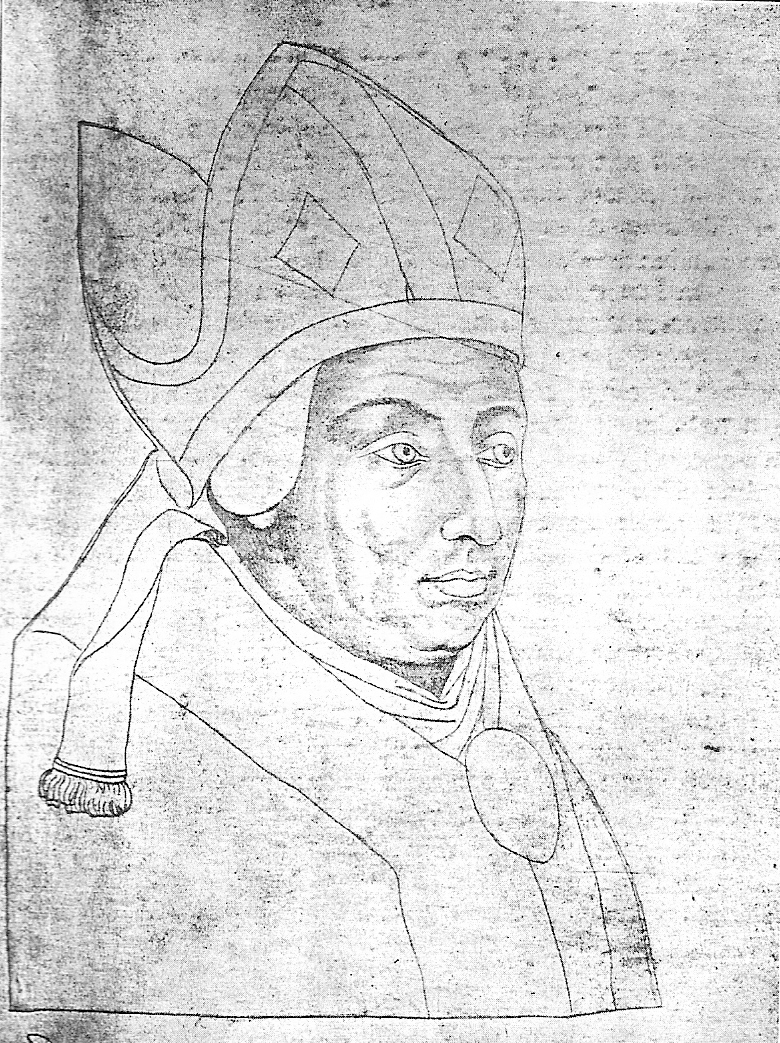
David van Bourgondië

### Bisschop David van Bourgondië
Op 4 april 1482 gaf bisschop David van Bourgondië het goed Royestein in lijftocht aan het echtpaar Jacop van Nauberge en Adriane Claesdr Folkertsoen. Hij schold hen tevens een schuld kwijt van 1300 Rijnse guldens en liet regelen dat het eigendom van Royestein werd overgedragen aan Johan, een zoon van Adriane. Deze Johan dook twee jaar eerder ook al op, samen met zijn broer Jacob: beide jongens werden toen door de bisschop onder voogdij gesteld bij de deurwaarder Gerloff van Meaux van Vosselair. In 1486 werd de voogdij overgedragen aan het Agnietenklooster te Zwolle, dat van de bisschop als dank een altaar ontving. Vermoedelijk waren Johan en Jacob de buitenechtelijke kinderen van bisschop David en Adriane, en stelde David de toekomst van zijn kinderen zeker door Johan het huis Royestein te schenken en Jacob in het klooster onder te brengen.
Begin 16e eeuw was Royestein in bezit van Cornelis van Royestein Jacobsz, een andere zoon van Adriane. Het is niet duidelijk of Cornelis ook een bastaardkind was van bisschop David. In ieder geval ging het eigendom van het huis in 1506 of 1506 over naar Pieter Foeyt, waarbij Cornelis het in erfpacht kreeg. Hij behield de erfpacht toen Pieter Foeyt in 1509 het huis verkocht aan Evert Gijsbrechtszn van Cordenoort.

### Familie Van Cordenoort
Evert van Cordenoort liet Royestein na aan zijn zoon Wouter, die echter financiële problemen kreeg en in 1556 het huis overdeed aan zijn broer Anthonis. Die vergrootte het goed door vier morgen land aan te kopen van het kapittel van Oudmunster. Na zijn overlijden in 1583 kreeg zijn zoon Everard, kanunnik van de Utrechtse Sint Pieterskerk, Royestein in handen. Everard overleed in 1602 en Royestein kwam hierna terecht bij zijn broer Nicolaes van Cordenoort en diens echtgenote Yde. Het echtpaar beschikte over voldoende financiële middelen en ze investeerden hun geld in vastgoed en grondaankoop. Ze woonden in Utrecht en gebruikten Royestein als zomerverblijf.
In 1609 werd Royestein vermeld op de lijst met ridderhofsteden en belangrijke huizen. Royestein zelf was overigens geen erkende ridderhofstad.
Nadat Nicolaes in 1616 was overleden, bleef het huis in bezit van zijn weduwe Yde. Zij breidde het grondbezit nog verder uit en toen zij in 1643 overleed liet zij omvangrijke bezittingen na aan dochter Lamberta.
De familie Cordenoort was katholiek gebleven. Lamberta had besloten om ongehuwd te blijven en haar leven te wijden aan Christus. Zij kon echter geen non worden, want de kloosters waren door de reformatie afgeschaft. Als ‘geestelijke dochter’, onder bescherming van een priester, kon zij alsnog het gewenste leven leiden. De Jezuïet Jacob Bossuyt werd haar beschermheer en kwam bij Lamberta op Royestein wonen, waar hij zorgdroeg voor het dagelijkse beheer van het goed.
Lang heeft Lamberta niet op Royestein gewoond, want zij stierf al in 1645. De omvangrijke erfenis werd verdeeld over de families van haar ouders, waarbij de onroerende goederen in Dwarsdijk terecht kwamen bij Diderick en Magdalena van der Burch, familieleden van moederszijde.

### Familie Van der Burch
De erfenis van Lamberta van Cordenoort leidde tot problemen binnen de familie Van der Burch. Diderick overleed al enkele maanden na Lamberta en liet alleen minderjarige kinderen na. Een deel van de bezittingen had Lamberta als legaat nagelaten, waaronder Royestein, en dat werd vervolgens door de familie Van der Burch bij de betrokkenen weer afgekocht. In 1647 werd Dirks oudste zoon Willem van der Burch door het Domkapittel beleend met Royestein, maar zijn kersverse echtgenote Antonetta Castello weigerde om op het platteland te gaan wonen. Zij gaf de voorkeur aan een woning in de stad Utrecht. De ruzie liep hoog op, het kwam tot een juridisch conflict, en pas in 1661 wisten hun advocaten tot een vergelijk te komen. Overigens verhuisde het echtpaar twee jaar later naar Den Haag.
Royestein werd in 1662 door Willem overgedragen aan zijn broer Pieter, terwijl zus Magdalena – echtgenote van Pierre de Quarebbe de Tjepma - een goed in Cothen ontving. In 1664 werden de familieleden van Lamberta's vader Nicolaes Cordenoort afgekocht.
Pieter en zijn echtgenote Anna Christina gebruikten Royestein ook alleen als zomerverblijf. Zij lieten tussen 1660 en 1671 het huis stevig renoveren. Na het overlijden van Pieter in 1670 kregen zijn minderjarige dochters Maria Agnes en Catharina Theresia het huis als erfenis; Pierre de Quarebbe de Tjepma en Pieters broer Willem namen de voogdij van de twee kinderen op zich.

### Familie Schadé
Maria Agnes huwde in 1684 Nicolaas Schadé. Hun oudste zoon Pieter werd in 1714 per testament benoemd tot erfgenaam van Royestein. Zijn oudoom Pierre de Quarebbe behield nog wel tot diens dood in 1729 het vruchtgebruik. Pieter trouwde in 1727 met Cornelia Elisabeth van Schorel, en in 1730 verhuisde het echtpaar van Amsterdam naar Utrecht. Pieter zou in 1739 komen te overlijden, waarna Cornelia alle bezittingen bleef beheren tot aan haar eigen dood in 1768.

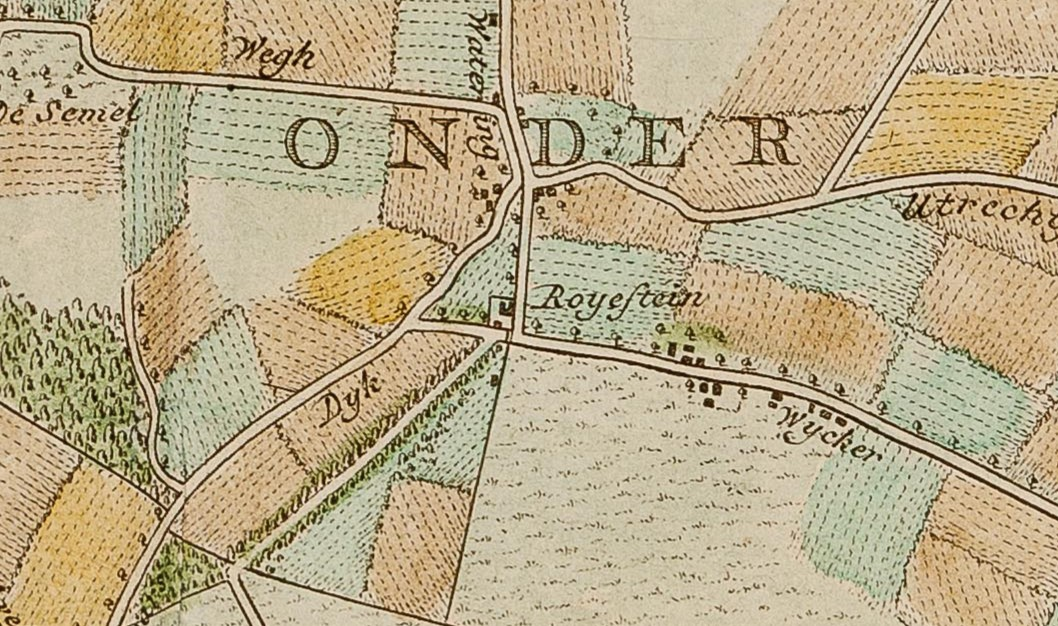
Royestein op een kaart uit 1793

Pieter en Cornelia Schadé lieten vier kinderen achter. De bezittingen werden echter niet verdeeld en de oudste zoon Nicolaas Joseph bleef tot aan zijn overlijden in 1783 het beheer uitvoeren. Royestein werd in 1772 zelfs nog gerestaureerd. Na het overlijden van Nicolaas Joseph kwamen de meeste goederen, waaronder Royestein, terecht bij zijn broer Johan. De rest kwam in bezit van zus Agnes Geertruida, terwijl broer Cornelis geheel afzag van de erfenis omdat hij had gekozen voor het priesterschap. Toen Johan in 1795 overleed kwamen alle bezittingen alsnog bij Agnes Geertruida terecht. Net als haar drie broers trouwde ook Agnes niet, dus bij haar overlijden in 1812 stierf de familietak uit en werden haar bezittingen verdeeld over haar neven en nichten, afkomstig uit de familie De Wijkerslooth.

### Familie De Wijkerslooth
De eerste eigenaar van Royestein uit deze familie was Franciscus de Wijkerslooth, die in 1816 werd opgenomen in de ridderschap van Utrecht. Franciscus woonde overigens in Brussel. Hij overleed in 1821 en liet minderjarige kinderen achter die onder voogdij kwamen van Jan Jacob Ghislain, baron van Zuylen van Nyevelt. Royestein kwam daardoor tijdelijk in zijn bezit, maar zou uiteindelijk overgaan naar Franciscus’ zoon Henri.
Royestein was overigens in de loop van de 19e eeuw vervallen geraakt, en rond 1854 werd het kasteel nog slechts bewoond door arbeiders.
Na het kinderloos overlijden van Henri in 1864 kwam Royestein terecht bij zijn weduwe en bij zijn oudere broer Jacobus, baron van Wykerslooth van Rooyesteyn. Jacobus en zijn vrouw hadden in 1862 het Belgische domein Chevetogne gekocht en daar een groot kasteel laten bouwen. Het vervallen kasteeltje Royestein was voor hen niet interessant en in 1866 lieten ze het bouwhuis slopen, vijf jaar later gevolgd door de afbraak van het kasteeltje zelf. De voormalige kasteelplaats werd onderdeel van een boomgaard.
De familie De Wykerslooth de Rooyesteyn bleef tot 1956 eigenaar van het terrein.

## Beschrijving
Het totale kasteelterrein had een afmeting van 55 bij 80 meter. De hoofdburcht zelf was 10 bij 12 meter groot en werd aan drie zijden omsloten door de voorburcht.
Op een tekening uit 1665 is een kasteel te zien dat bestaat uit twee woonlagen en een kelder. Het kasteel heeft een L-vorm en is door een slotgracht omgeven. De twee vleugels worden afgesloten door drie trapgevels die zijn voorzien van schoorstenen. Op de omgrachte voorburcht staan een boerderij en een poortgebouw.
Royestein zal oorspronkelijk een woontoren zijn geweest die later is uitgebreid, zodat de L-vorm ontstond.
Kasteel Ter Aa (Breukelen) ·
Aastein ·
Slot Abcoude ·
Amaliastein ·
Nieuw-Amelisweerd ·
Oud-Amelisweerd ·
Kasteel Amerongen ·
Kasteel Batestein (Harmelen) ·
Kasteel Batestein (Vianen) · 
De Beest ·
Bergestein ·
Beverweerd ·
Blasenburg ·
Blikkenburg ·
Blommesteyn ·
Bolenstein ·
Bolsweerd ·
Bottestein ·
Kasteel Broekhuizen ·
Bruinenburg ·
Huis Cammingha ·
Clarenborg ·
Coelhorst ·
De Batau ·
Dompselaer ·
Huis Doorn ·
Drakenburg (kasteel) ·
Drakensteyn ·
Kasteel Duurstede ·
Huis Ter Eem ·
Eijkelenburg ·
Emmickhuizen ·
Den Engh ·
Essenstein ·
Everstein (Everdingen) ·
Everstein (Jutphaas) ·
Den Eyck ·
Galesloot ·
Kasteel Geerestein ·
Gildenborgh ·
Kasteel Ten Goye ·
Grauwert ·
Grijpestein ·
Groenestein (Langbroek) ·
Kasteel Groeneveld (Baarn) ·
Groenewoude (Woudenberg) ·
Gunterstein ·
Kasteel de Haar ·
Kasteel Hagestein ·
Hamtoren ·
Kasteel Hardenbroek ·
Huis Harmelen ·
Ridderhofstad Heemstede ·
Kasteel Heemstede ·
Heimenberg ·
Heimerstein ·
Huis Herlaar ·
Ter Heul ·
Heulestein ·
Hindersteyn ·
Kasteel Ter Horst (Achterberg) ·
Isselt ·
Kasteel IJsselstein ·
Jagenstein ·
Kersbergen ·
Killestein ·
Kronenburg (kasteel) ·
Kasteel Levendaal ·
Lichtenberg (Woudenberg) ·
Lievendaal (Amerongen) ·
Landgoed Linschoten ·
Kasteel Linschoten ·
Lockhorst ·
Kasteel Loenersloot ·
Kasteel Lunenburg ·
Huis Maarsbergen ·
Marckenburg ·
Ter Meer ·
Ter Mey (Haarzuilens) ·
Huis te Mijdrecht ·
Huis te Mijnden ·
Kasteel Moersbergen ·
Kasteel Montfoort ·
Natewisch ·
Te Nesse ·
Kasteel Nijenrode ·
Nijenstein ·
Nijeveld ·
Noordwijk (Langbroek) ·
Huis te Oosterwijk ·
Oostwaard (Utrecht) ·
Op de Bol ·
Oud-Broekhuizen ·
Ridderhofstad Oudaan ·
Huis Oudegein ·
Oudenhorst ·
Plettenburg (kasteel) ·
Huis De Polle ·
Prattenburg ·
Kasteel Putkop ·
Randenbroek (park) ·
Remmerstein ·
Kasteel Renswoude ·
Rhijnauwen ·
Kasteel Rhijnestein ·
Huis Riebeek ·
Kasteel Rijnenburg ·
Rijnestein ·
Rijneveld ·
Kasteel Rijnhuizen ·
Rijningen ·
Huis Rijnsweerd ·
Rijpickerwaard · 
Kasteel Rijsenburg ·
De Roetert ·
Rumelaar ·
Kasteel Ruwiel ·
Royestein ·
Kasteel Sandenburg ·
Kasteel Schalkwijk ·
Kasteel Schonauwen ·
Schurenburg ·
Snaafburg ·
Snellenburg ·
Paleis Soestdijk ·
Steenhuis (Lopik) ·
Kasteel Sterkenburg ·
Stormerdijk ·
Landgoed Stoutenburg ·
Ten Massche ·
Valkenburg (Rhenen) ·
Huis te Velde ·
Kasteel Veldenstein ·
Hofstede te Vliet ·
Huis te Vleuten ·
Huis te Vliet (Lopik) ·
Huis te Vliet (Oudewater) ·
Vogelpoel ·
Huis te Voorn ·
Vredelant ·
Vronestein ·
Vuijlcop ·
Kasteel Walenburg ·
Wayenstein (Amerongen) ·
Kasteel Weerdenburg ·
Weerdesteyn ·
Weerestein ·
Hof ter Weyde ·
Wickenburgh ·
Wijnestein ·
Wiltenburg (Utrecht) ·
Kasteel van Woerden ·
Huis Woudenberg ·
Huis te Woudenberg (I) ·
Huis te Woudenberg (II) ·
Wulven ·
Kasteel Oud-Wulven ·
Wulvenhorst ·
Slot Zeist ·
Kasteel Zuilenburg ·
Zuileveld ·
Slot Zuylen ·
Huis Zuylenstein